# Boris Gavran
Boris Gavran, hrvatski bosanskohercegovački bivši nogometaš i nogometni trener. Igrao za Čelik potkraj 80-ih godina 20. stoljeća. Bio trener 
Sloge iz Ljubuškog.